# Flentes
Flentes es el nombre con que se designaban en los primeros siglos de la Iglesia a los individuos incursos en el primer grado, el más grave, de la penitencia pública. 
Los flentes rasgadas las enlutadas vestiduras de ceniza, con el cabello y la barba descompuestos y cubiertos de ceniza, se colocaban en el atrio del templo y postrados en el suelo o en pie confesaban en alta voz sus pecados y pedían a los fieles que entraban en el templo que rogaran a Dios por ellos. 
Se imponía ya este grado de penitencia en el siglo III y duraba más o menos según la gravedad del delito.